# Ochyrotica pseudocretosa
Ochyrotica pseudocretosa là một loài bướm đêm thuộc họ Pterophoridae. Nó được tìm thấy ở New Guinea và Moluccas.